# NNグループ

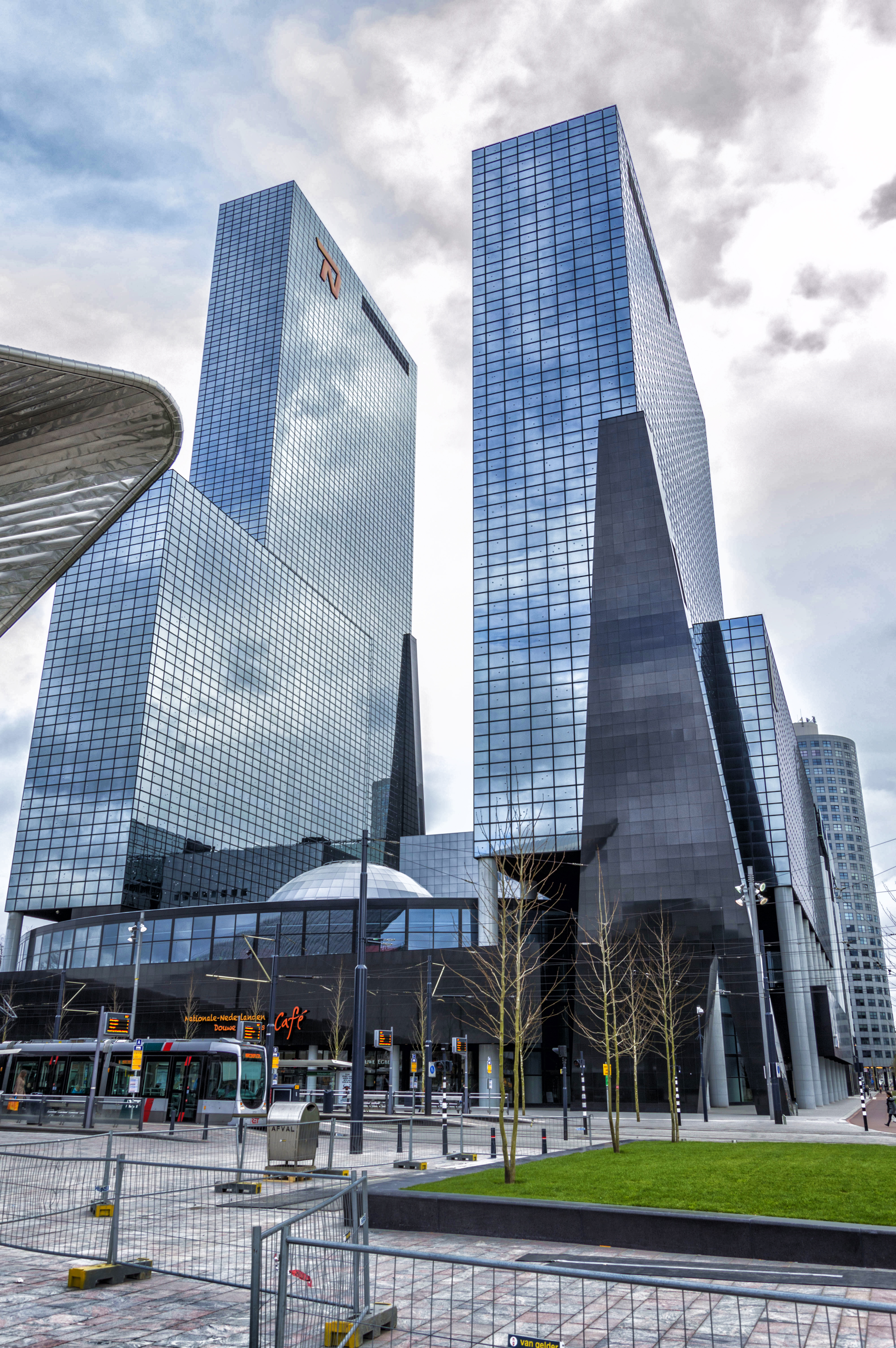
ロッテルダム中央駅前のNNビルディング

NNグループ（NN Group N.V.）は、オランダ・ハーグに本拠を置く保険・金融サービス企業。日本では、エヌエヌ生命保険株式会社、NNインベストメント・パートナーズ株式会社として事業を行っている。ユーロネクスト・アムステルダム上場企業（Euronext: NN ）。

## 沿革
1845年、オランダ東部のズトフェンで設立された火災保険会社に起源を持つ。数年後にネーデルランデン保険会社（Assurantie Maatschappij tegen Brandschade De Nederlanden van 1845）を名乗りハーグに移転、早くから海外進出に積極的で1857年にオランダ植民地のバタヴィアに拠点を開設、1859年に再保険事業を開始、19世紀の間に世界に400の拠点を持つに至った。第二次世界大戦後の復興需要を受けて発展が続き、アメリカ合衆国やオーストラリアにも進出した。
ロッテルダムを拠点とするナショナーレ保険会社（Nationale Levensverzekeringsbank）とは1932年から協力関係を結んでいたが、1962年、ネーデルランデン保険会社とナショナーレ保険会社の合併が合意され、1963年4月にナショナーレ・ネーデルランデン（Nationale-Nederlanden（NN））が設立された。1984年にAMFAS-Groepを買収した。1991年、NMBポストバンク（NMB Postbank Groep）との合併により、NNは新たに設立されたINGグループの一部と位置付けられた。1992年、ロッテルダムに完成した超高層ビルGebouw Delftse Poort（通称「Nationale-Nederlanden building」）を第2の拠点とした。1994年に資産運用に特化した子会社が設立されている。
2007年以降の世界金融危機の影響により、INGグループは経営危機に陥ったが、欧州委員会は公的資金援助の条件として、大きすぎることが問題の1つであるとし、銀行部門と保険・資産運用部門の分離を指示した。これに従う形で2013年、保険・資産運用を担うNNグループが設立され、2014年7月、株式公開が行われ、2016年4月、INGグループはNNグループの株式売却を完了した。2016年10月、国内同業大手のDelta Lloydの買収を提案し、翌年5月に買収を完了、グループ会社とした。
アメリカやオーストラリアなどの事業はINGグループが行うこととなり、NNグループの事業は、ヨーロッパ諸国と日本で展開されている。1988年から2009年まで、サッカーオランダ代表の公式スポンサーを務め、2015年よりロッテルダムマラソンのスポンサー企業となっている。

## 日本法人
日本事業は1982年にシェル石油のオフィスでの代理店開設が始まりとなる。生命保険分野の日本法人は、ナショナーレ・ネーデルランデン時代の1986年に設立され、1997年に「アイエヌジー生命保険株式会社」に商号変更、NNグループの分離過程の2015年4月、「エヌエヌ生命保険株式会社」に商号が変更された。東京（ニューオータニガーデンコート内）に本社を持つほか、各地に営業拠点がある。東京本社を2020年春ニューオータニガーデンコートから渋谷スクランブルスクエアに移転した。
資産運用分野では1999年に「アイエヌジー投信株式会社」が設立されたが、2015年4月、「NNインベストメント・パートナーズ株式会社」に商号が変更されている。本社はニューオータニガーデンコート内にある。
2023年2月17日、節税効果を過度に強調した保険商品を販売したとして、エヌエヌ生命保険が金融庁から保険業法に基づく業務改善命令を受けた。